# Florin Salam
Florin Stoian (Bucarest, 1 de octubre de 1979), conocido por su nombre artístico Florin Salam, es un rumano  cantante del género manele. Se asoció en 2018 con el cantante y laureado Eduard Ghinea, apodado Ghinea de Arad, impulsando así su carrera.

## Primeros años y primer contacto con música
Nació en una familia de lăutari. Durante su adolescencia,  el cantaba junto con su padre y tíos en un grupo.
Después de que su padre se hizo demasiado viejo para cantar, Salam tomó su lugar, cantando con su tío bajo el nombre de Florin Fermecătorul. Así, convirtiéndose en un gran cantante muy apreciado por los fanáticos del género. Mientras tanto, Salam se hizo amigo del líder de la banda "Dan Bursuc". Él ayudó a Salam a grabar su primer sencillo, llamado "Ce gagică șmecherită" (Español: Que chica más astuta ), en 2002. El grabó una parte importante del éxito "Of, viața mea" (Español: Oh, mi vida) fue lanzado en 2000, cantada por Adrian Minune y Costi Ioniță. Al final de 2002, Salam cambió su nombre artístico de "Fermecătorul" (Español: encantador) al árabe "Salam" (Español: paz, cf. Hebreo shalom). Su primera canción fue un gran éxito y por esta razón continuó grabando canciones y comercializándolas con la ayuda de Dan Bursuc. De esta manera lanzó su primer álbum de manele el cual fue  sorprendentemente bien recibido por seguidores del género; el álbum vendido más de 40,000 copias. Así mismo, Costi Ioniță grabó uno de sus álbumes que tubo gran éxito titulado "Doar cu tine" (Español: Sólo contigo). El álbum fue grabado en Constanța donde Costi Ioniță tiene su estudio de grabación propio.
Su amistad con Dan Bursuc trajo ventajas, conociendo artistas de este género, artistas como Vali Vijelie, Nicolae Guță y Daniela Gyorfi.
En 2008  realiza una canción junto con el cantante de pop Paula Seling y la Orquesta Sinfónica de Bucarest. El presentador del programa describió su actuación como una reconciliación entre manele y la música pop convencional; En el mismo sentido, la letra de la canción planteó el problema de la intolerancia étnica.
En octubre de 2011, Salam colaboró con el músico Bosniano Goran Bregović, junto con quien  grabó "Hopa Cupa" y "Omule", canciones qué fueron incluidas en el álbum Champagne for Gypsies (Español: champaña para gitanos). El álbum es "en reacción a la presión extrema que Gitanos (Roma) han ido experimentando últimamente a través de Europa".
Salam es el vicepresidente de "Asociația Artiștilor, Muzicanților și Lăutarilor Romi din România " (Español: La Asociación de Romani Artistas, Músicos y Lăutari de Rumanía). En diciembre de 2005,  fue anunciado como el mejor intérprete de manele del año. Según el diario Libertatea, político Mădălin Voicu y el futbolista Marius Niculae se cuenta entre sus seguidores.

## Saint Tropezy éxito subsiguiente
En febrero de 2013, Stoian grabó "Santo Tropez". La canción tuvo un éxito inesperado, con el vídeo oficial reúne más de 70 millones de vistas en YouTube, por lo tanto él fue acusado de copiar la canción de cantante búlgaro Azis. Su video se volvió viral y fue clasificado como unos de los videos más vistos en YouTube rumano en 2013, después la canción de Andras, "Inevitabil va fi bine". Desde entonces, Stoian tiene varios conciertos en el país y en el extranjero, donde viven grandes comunidades de Gitanos.
Entre colaboraciones mas existo han incluido aquellos como Claudia Păun y Nicolae Șușanu, disfrutando un gran éxito en el país. Su gran éxito "Ești bombă" (Español:  eres una bomba ), lanzado en julio de 2013 en colaboración con Șușanu, fue visto por más de 27 millones de personas en YouTube. Las canciones lanzadas con Claudia ("Ce bine ne stă împreună" – Qué bien estamos juntos, "Ce frumoasă e dragostea" – que hermoso es el amor, y "Mergem mai departe" –  sigamos adelante) presenta temas como el amor inviable o el deseo de estar cerca de un ser querido, temas con gran atractivo para el público.
Hoy,  Florin Salam colabora con los sellos discográficos Nek Música y Big Man.

## Vida personal
Salam Estuvo casado con Ștefania en septiembre de 2007, en Antalya, Turquía. El coste de boda no fue menos de 500,000 euros. El 12 de abril de 2009, Ștefania (de 27 años) murió de insuficiencia renal , agravado por una infección en el riñón. Además, ella había sufrido mucho tiempo de cirrosis hepática.
Después de la muerte de su mujer, Salam no tuvo parejas, hasta 2013, cuándo conoció Oana, una mujer joven de Ploiești. Pero su relación no duro más de unos cuantos meses. A partir del 2014, tiene relación con Roxana Dobre, quién anteriormente había posado para revista de Playboy. Teniendo la intención de casarse y estando embarazada de una niña.

### Relaciones con los prestamistas
Al principio de su carrera, Salam recibió el apoyo financiero de los hermanos Sile y Nuțu Cămătaru, renombrados prestamistas. Después de la muerte de su mujer, él sucumbió al juego, con las deudas del juego lo empujó a pedir dinero a prestamistas. En agosto de 2013, Stoian fue agredido por tres cobradores de deuda frente al hotel "Rin Hotel Magnífico" en Bucarest, quienes intentaban recuperar a la fuerza el dinero dado a Florin con usura. Además, Salam estuvo investigado por DIICOT para uso de drogas.